# Mass Effect
Mass Effect és un videojoc de rol i acció desenvolupat per BioWare per Xbox 360 i després adaptat a Windows per Demiurge Studios. La versió Xbox 360 va ser llançada a Catalunya el 23 de novembre de 2007, publicada per Microsoft Game Studios i la versió per a Windows, per Electronic Arts el 6 de juny de 2008.
La història del joc es desenvolupa l'any 2183. El jugador assumeix el paper d'un soldat humà d'elit anomenat Comandant Shepard, que explora la galàxia amb la seva nau estel·lar, la SSV Normandia. Segons la història del joc, el títol Mass Effect prové d'una tecnologia capaç de suprimir la inèrcia, permetent el viatge superior a la velocitat de la llum.
La seva continuació, Mass Effect 2, va ser llançada el 29 de gener del 2010 i pren lloc dos anys després dels fets ocorreguts durant el primer joc. A Mass Effect 2 el jugador pot importar una partida guardada del primer joc i aquesta partida influirà en els fets i l'argument del segon joc, prenent en compte algunes decisions preses alhora de teixir alguns dels fils argumentals.

## Trama

### Entorn
El joc esdevé l'any 2183 dC, 35 anys després que els humans descobriren a Mart les ruïnes d'una antiga raça de viatgers estel·lars anomenats proteans. Gràcies a la tecnologia obtinguda de les ruïnes, la humanitat va aprendre els secrets físics de l'efecte de massa (mass effect en anglès) i l'existència de l'element zero, desbloquejant així el viatge supralumínic. La humanitat també va descobrir l'existència d'una xarxa de relés de massa que s'estenia per la galàxia, i que permetia el transport instantani a través de distàncies de milers d'anys llum. Els humans van començar a viatjar per les estrelles. S'hi troben amb diferents espècies alienígenes i s'estableixen a l'era galàctica.

### Argument
El jugador pren el paper del Comandant Shepard a bord de la nau SSV Normandia en direcció a la colònia humana d'Eden Prime en una operació de recuperació d'una balisa proteana recentment trobada. La tripulació s'uneix a la missió junt amb un espectre alienígena, un agent especial de raça turiana, anomenat Nihlus Kryik. La missió era una prova per mesurar les capacitats de Shepard per convertir-se en espectre, però això canvia ràpidament quan la Normandia arriba a la colònia i troba que es troba sota atac per una nau alienígena desconeguda.
Quan el teu equip arriba, descobreix que la colònia es troba sota atac per part d'uns androides anomenats geth, dirigits per un espectre renegat de nom Saren Arterius, que poc després assassina a traïció en Nihlus. Quan Shepard localitza i arriba a la balisa, aquesta s'activa i atorga unes estranyes visions a la ment de Shepard abans de tornar-se inactiva. Un cop completada la missió el jugador torna davant el Consell de la Ciutadella (el govern de la galàxia coneguda) i els informa del que ha esdevingut i de la traïció de Saren. Quan el Consell rebutja les acusacions, Shepard inicia una investigació pròpia i descobreix proves que obliguen que Saren sigui declarat espectre renegat. A Shepard se li atorga el rang d'espectre i se li lliura la nau Normandia amb ordres de cercar i acabar amb Saren. Mentre el persegueix, descobreix una trama per a fer tornar a una ancestral raça de màquines conegudes com a Segadors. Des d'aquest moment, Shepard no només ha de portar un home davant la justícia, sinó que ha de salvar a tota la galàxia de l'extinció.

### Personatges
Comandant Shepard
És el protagonista del joc i el personatge que controla el jugador. És un personatge totalment editable a l'inici del joc, tot i que els seus noms predefinits són John Shepard (pel personatge masculí) i Jane Shepard (pel femení). També el seu rerefons es pot triar entre diverses opcions, nascut a les naus de l'espai, nascut a les colònies o nascut a la Terra, i també es pot triar si el personatge és un heroi de guerra, un soldat marcat per una tragèdia on només va sobreviure ell, o si és un ferm soldat. Aquestes eleccions tindran afectació durant la comunicació amb altres personatges del joc i durant algunes de les missions.

#### Companys
Kaidan Alenko
El Tinent Primer Kaidan Alenko viatjava ja en la Normandia quan Shepard comença la seva primera missió i és un dels qui l'acompanyen durant la seva primera missió a Eden Prime. Té 32 anys i és un dels pocs humans que han estat capaços de reeixir als implants biòtics L2, que han causat la mort a molts dels seus usuaris i als supervivents, com en Kaidan, els provoca un gran malestar. Com a acompanyant és útil quan fa servir poders biòtics i tecnològics però és poc apte pel combat. També és possible que, controlant una Shepard femenina, es pugui encetar un romanç heterosexual entre els dos durant els transcurs del joc.
Ashley Williams
La Cap d'Artilleria Ashley Williams s'uneix a la tripulació de la Normandia durant la primera missió a Eden Prime, on és una de les poques supervivents de les forces de defensa del planeta després de l'atac Geth. És de caràcter capcot, té 25 anys i descendeix d'una nissaga de militars amb el renom de la seva família tacat per una traïció. Com a acompanyant és eficaç en el combat cos a cos i poc apte per dur tasques biòtiques i tècniques. Com amb en Kaidan, només es pot encetar un romanç amb ella si el jugador controla un Shepard masculí.
Garrus Vakarian
De raça turiana, és un antic membre de les forces de seguretat de la Ciutadella que s'uneix a la tripulació de Shepard cansat de les traves burocràtiques que sempre trobava quan fa el seu treball i amb ganes de trobar i fer justícia amb en Saren. És un personatge apte pel combat i per la tècnica.
Urdnot Wrex
Mercenari de raça krogan que s'uneix a Shepard durant la seva primera estada a la Ciutadella per evitar haver d'escapar de les forces de seguretat i causar un bany de sang. Tot i ser un mercenari, gaudeix de l'honor en el combat.
Tali Zorah nar'Rayya
Una jove de raça quariana que és reclutada per la tripulació quan estava a punt de ser assassinada per culpa de les proves contra Saren que havia estat capaç de furonejar d'un robot Geth. S'uneix a la tripulació durant el seu «pelegrinatge», una missió que els quarians utilitzen com a prova de maduresa. La Tali és un geni de la tècnica i durant el combat és molt útil en aquest aspecte.
Liara T'Soni
És l'únic personatge que pot no ser reclutat fins a gairebé el final del joc, on una de les missions principals és rescatar-la. És de raça asari i té 106 anys (molt jove, les membres d'aquesta raça viuen més de mil anys). És insegura i sent una autèntica fascinació per tot el que tingui a veure amb els proteans i el seu llegat. Per en Shepard és important trobar-la perquè en un principi és l'únic nexe que tenen amb la mare de la Liara, la matriarca Benezia, la mà dreta d'en Saren. Com a personatge durant el joc, és una potent biòtica. És la tercera opció de romanç del joc, junt amb en Kaidan i la Ashley.

#### Altres
Saren Arterius
Un antic espectre, que s'ha tornat renegat. Al principi del joc assassina a traïció un altre espectre i company seu, en Nihlus, i conforme va avançant el joc es torna el màxim antagonista com a principal seguidor del Sobirà, un segador.
David Anderson
Un antic heroi de l'aliança humana que al principi és capità de la nau Normandia, abans que aquesta sigui tramesa a Shepard. És mentor i un dels majors aliats del protagonista.
Joker
De nom real Jeff Moreau, és el pilot de la nau Normandia, conegut i estimat per la tripulació gràcies al seu caràcter simpàtic. Pateix una malaltia òssia que li impedeix moure les cames, però tot i així és dels millors pilots de l'exèrcit de l'Aliança humana.

### Planetes
Eden Prime
És una colonia humana al sistema Utopia. És un planeta jardí, agrari i una de les primeres colònies establertes per la humanitat en traspassar el relé de Caront. Eden Prime té una bona biosfera que hi permet importar la vida nativa de la Terra. Aquesta fertilitat va atreure molta immigració humana des d'altres planetes de l'Aliança de Sistemes. El planeta és un exemple de model sostenible i desenvolupament organitzat. La població viu en eficients arcologies que s'estenen en milers de quilòmetres de camps de conreus.
Ciutadella
La Ciutadella és una estació espacial massiva, construïda fa 50.000 anys al cor de la nebulosa de la serp, a prop d'una estrella coneguda com a Widow. És el centre de la comunitat galàctica, actua com el seu centre polític, cultural i capital financera, albergant el Consell de la Ciutadella, un poderós govern multi-racial. És reconeguda com la major de les creacions dels proteans.
Therum
És un planeta llunyà, al sistema Knossos, però ricament industrialitzat i reclamat per l'Aliança de Sistemes humana. És ric en metalls pesants i la seva explotació ha provocat un boom industrial a la terra. Algunes mostres trobades d'organismes basats en el silici demostren que Therum va ser més habitable en el passat que en el present, teoria aquesta que corrobora l'enorme presència de ruïnes proteanes a la seva superfície. Algunes corporacions mineres de Therum saquejen aquestes ruïnes sense permís.
Feros
Planeta al sistema Teseu cobert en més de dos terços de ruïnes proteanes que enfonsen el nivell del terra a dotzenes de metres per sota de les ruïnes. La seva atmosfera té molta densitat de pols i això fa la vida dels colons molt dura. Recentment la corporació ExoGeni hi ha fundat una colònia per explorar-ne algunes de les ruïnes proteanes.
Noveria
És un petit planeta gelat al sistema Pax, gairebé inhabitable. Està administrat per la Corporació de Desenvolupament de Novera, ens privat, que fa els ulls grossos quant a investigació prohibida a altres llocs.
Virmire
És un món fronterer al sistema Hoc de vegetació exuberant, ideal per a la colonització per part de les espècies basades en el carboni. Els seus enormes mars i posició orbital han creat una ampla banda equatorial de zona humida habitable. Desafortunadament, la inestabilitat política dels Sistemes Terminus propers han fet fracassar tots els intents de colonització a causa de l'alt risc d'incursió per part de pirates i esclavistes.
Ilos
Situat al sistema Refugi, va ser un planeta jardí durant l'edat daurada dels proteans, on s'estenien els arcs i les torres d'enormes ciutats. Avui en dia aquest ja no és el cas. Ilos ha estat devastat per motius desconeguts, i la seva superfície ha canviat al color de l'òxid. La seva atmosfera mostra nivells elevats d'oxigen. Molts incendis naturals es poden observar al seu costat fosc, la qual cosa que indica que tota la seva vida animal ha desaparegut.

### Temes
L'argument de Mass Effect es pot considerar dintre del gènere de les Space Opera i explora temes com la llibertat de pensament, la colonització espacial i la intel·ligència artificial. La història, amb elements d'humans contra màquines, ha provocat comparacions amb les obres de Fred Saberhagen Berserker i Battlestar Galactica, i també amb les novel·les de Frederik Pohl, Gateway. Elements sobre màquines aniquilant vida orgànica són semblants a Revelation Space, d'Alastair Reynolds. Segons Casey Hudson, el director del projecte a BioWare, pel·lícules com ara Aliens, Blade Runner, Star Wars, Star Trek 2 i Starship Troopers van influir en la creació del joc.

## Banda sonora
La banda sonora original de Mass Effect és composta per Jack Wall i Sam Hulick, amb algunes col·laboracions addicionals per part de Richard Jacques i David Kates. Va ser publicada per Sumthing i llançada el 20 de novembre de 2007, amb 37 pistes que incloïen la cançó titulada «end-M4 Part II» cantada pel grup Faunts. Segons la nota de premsa de llançament, la música és inspirada pels clàssics de la ciència-ficció del cinema com Blade Runner i Dune. Alguns fragments d'aquesta banda sonora es toquen als concerts del Video Games Live.

## Contingut descarregable

### Bring Down the Sky
Va ser el primer contingut descarregable, llançat el 10 de març de 2008 a Xbox Live. Inclou una nova raça, els batarians, una espècie humanoide amb quatre ulls. Un grup extremista batarià ha pres una estació a un asteroide del sistema Asgard i vol fer-lo xocar amb la propera colònia humana de Terra Nova. El comandant Shepard ha d'acabar amb els terroristes i evitar que l'asteroide xoqui amb el planeta i salvar així a milions de persones. Bona part del contingut que es va incloure en aquesta extensió descarregable va ser programat per la missió de Therum al joc original, però els marges a les dates de llançament van deixar tot aquest treball fora, i es va retallar la missió a Therum.

### Pinnacle Station
Va ser llançat el 25 d'agost de 2009 a Xbox Live i incloïa una estació d'entrenament on es podien completar diverses missions. La qualitat d'aquest contingut descarregable va rebre moltes crítiques durant el seu llançament a causa del poc contingut que s'incloïa.